# Ferrari F300
Chronologie des modèles (1998)
Ferrari F310B Ferrari F399
La Ferrari F300 est la monoplace engagée par la Scuderia Ferrari lors de la saison 1998 de Formule 1. Elle est pilotée par l'Allemand Michael Schumacher et par le Britannique Eddie Irvine pour la troisième année consécutive. L'Italien Luca Badoer en est le pilote d'essai.

## Historique

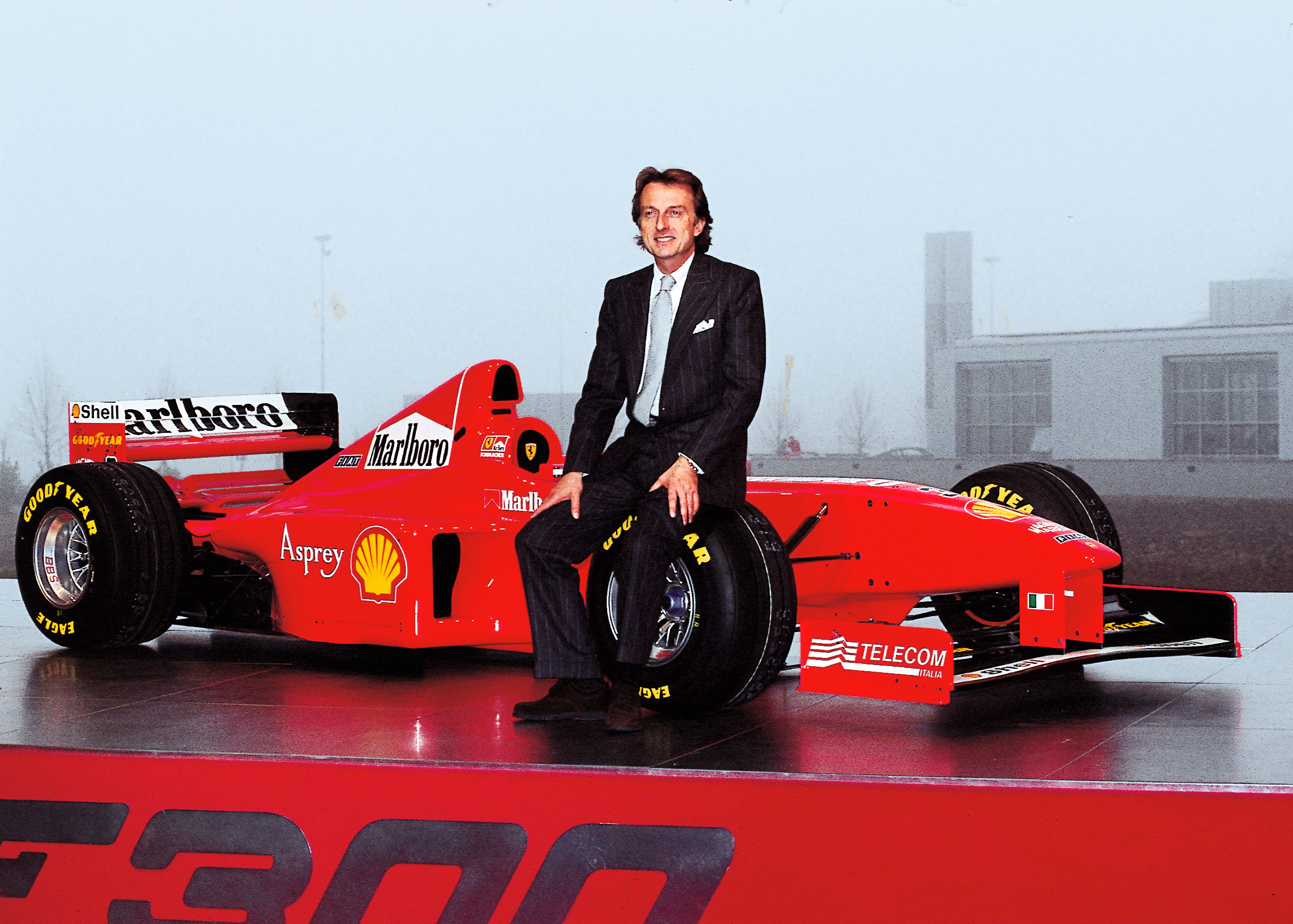
Luca di Montezemolo et la Ferrari F300

La F300, compétitive et fiable, a néanmoins une aérodynamique moins performante que la McLaren MP4-13 et Michael Schumacher échoue à la conquête de son troisième titre mondial, au profit du Finlandais Mika Häkkinen. L'Allemand remporte tout de même six courses, dont trois consécutives. Quant à Eddie Irvine, sa meilleure performance est une deuxième place lors du Grand Prix de France, et réitère ce résultat en Italie et au Japon.
La F300 a constamment reçu des évolutions, notamment un nouveau diffuseur, de nouveaux panneaux de carrosserie arrière et un nouvel aileron arrière lors du Grand Prix du Canada.
À l'issue de la saison, la Scuderia Ferrari termine deuxième du championnat des constructeurs avec 133 points. Les deux pilotes de l'écurie italienne sont reconduits pour la saison 1999.
En janvier 2014, la Ferrari F300 pilotée par Michael Schumacher a été vendue aux enchères pour 1,26 million d'euros lors de la vente Barrett-Jackson’s Scottsdale en Arizona aux États-Unis.

## Résultats en championnat du monde de Formule 1
| Saison | Écurie                    | Moteur               | Pneus    | Pilotes            | Courses | Courses | Courses | Courses | Courses | Courses | Courses | Courses | Courses | Courses | Courses | Courses | Courses | Courses | Courses | Courses | Points inscrits | Classement |
| Saison | Écurie                    | Moteur               | Pneus    | Pilotes            | 1       | 2       | 3       | 4       | 5       | 6       | 7       | 8       | 9       | 10      | 11      | 12      | 13      | 14      | 15      | 16      | Points inscrits | Classement |
| ------ | ------------------------- | -------------------- | -------- | ------------------ | ------- | ------- | ------- | ------- | ------- | ------- | ------- | ------- | ------- | ------- | ------- | ------- | ------- | ------- | ------- | ------- | --------------- | ---------- |
| 1998   | Scuderia Ferrari Marlboro | Ferrari V10 Tipo 047 | Goodyear |                    | AUS     | BRÉ     | ARG     | SMR     | ESP     | MON     | CAN     | FRA     | GBR     | AUT     | ALL     | HON     | BEL     | ITA     | LUX     | JAP     | 133             | 2e         |
| 1998   | Scuderia Ferrari Marlboro | Ferrari V10 Tipo 047 | Goodyear | Michael Schumacher | Abd     | 3e      | 1er     | 2e      | 3e      | 10e     | 1er     | 1er     | 1er     | 3e      | 5e      | 1er     | Abd     | 1er     | 2e      | Abd     | 133             | 2e         |
| 1998   | Scuderia Ferrari Marlboro | Ferrari V10 Tipo 047 | Goodyear | Eddie Irvine       | 4e      | 8e      | 3e      | 3e      | Abd     | 3e      | 3e      | 2e      | 3e      | 4e      | 8e      | Abd     | Abd     | 2e      | 4e      | 2e      | 133             | 2e         |

Légende : ici 